# میپل اسپرینگز (نیویورک)
میپل اسپرینگز (به انگلیسی: Maple Springs) یک منطقهٔ مسکونی در ایالات متحده آمریکا است که در شهرستان چاتاکوآ، نیویورک واقع شده‌است. میپل اسپرینگز ۱۱۰ نفر جمعیت دارد و ۳۹۹٫۹ متر بالاتر از سطح دریا واقع شده‌است.